# Montel Vontavious Porter
Hassan Hamin Assad (geb. Alvin Antonio Burke Jr.; * 28. Oktober 1973 in Miami, Florida), besser bekannt unter seinem Ringnamen Montel Vontavious Porter bzw. MVP, ist ein US-amerikanischer Wrestler. Sein bisher größter Erfolg war der zweifache Erhalt des WWE United States Championships. MVP war der erste IWGP Intercontinental Champion.

## Frühe Jahre
Burke wurde 1990 wegen bewaffneten Überfalls und Entführung zu 18 Jahren Haft verurteilt, wurde aber bereits 1999 wegen guter Führung entlassen. Im Gefängnis konvertierte er zum Islam.

## Wrestling-Karriere

### Anfänge
Durch einen Gefängniswärter, der Wrestling in der Independent-Szene praktizierte, begann er mit dem Wrestling. Zu Beginn seiner Karriere trat er unter dem Namen Antonio Banks in verschiedenen Independent-Ligen auf, unter anderem Coastal Championship Wrestling, Future Of Wrestling und Xtreme Wrestling Alliance, in der er den Heavyweight Championship Titel gewinnen durfte. Im Jahr 2003 und 2004 trat Burke mehrfach bei Total Nonstop Action Wrestling auf.

### World Wrestling Entertainment (2005–2010)
2005 unterschrieb er einen Entwicklungsvertrag mit World Wrestling Entertainment (WWE) und wurde zuerst bei Deep South Wrestling (DSW) eingesetzt. Hier baute er seinen Charakter Montel Vontavious Porter auf, einen arroganten und selbstüberzeugten Wrestler. Das Akronym MVP spielt auf die Abkürzung von Most Valuable Player an.
Burke hatte seinen ersten Auftritt bei SmackDown! am 4. August 2006.
Sein PPV-Debüt bei No Mercy 2006. In der Folge fehdete er mit Kane.
Danach begann Burke eine Fehde mit dem US-Champion Chris Benoit. Nach mehreren verlorenen Titelkämpfen durfte er bei dem PPV Judgment Day mit 2:0 ein Two out three falls-Match für sich entscheiden und die WWE United States Championship erhalten.
Dann fehdete er gegen Matt Hardy. Währenddessen ließ man die beiden von Deuce'n Domino die WWE Tag Team Championship gewinnen. Bei den SmackDown Tapings am 13. November 2007 mussten sie diesen Titel an The Miz und John Morrison verlieren.
Es folgten Fehden gegen Batista und erneut Matt Hardy. An Hardy musste er am 27. April 2008 beim PPV Backlash die WWE United States Championship verlieren. Er war damit der am längsten amtierende US-Champion seit der Reaktivierung des Titels im Juli 2003. Am 20. März 2009 durfte Burke in der 500. SmackDown-Episode Shelton Benjamin besiegen und den Titel zum zweiten Mal erhalten.
Im Zuge der sogenannten WWE Draft wurde Burke inklusive des WWE-United-States-Champion-Gürtels am 13. April 2009 zu RAW geschickt. Dort musste er den Titel bei RAW am 1. Juni 2009 an Kofi Kingston abgeben.
Im Rahmen des WWE Draft 2010 wurde Burke am 26. April 2010 zu SmackDown gedraftet. Am 2. Dezember 2010 wurde Burke auf eigenen Wunsch entlassen.

### New Japan Pro Wrestling (2011–2013)
Anfang Februar wurde bekannt gegeben, dass Burke einen 1-Jahres-Vertrag bei New Japan Pro-Wrestling unterschrieben hat. Dort gab er am 20. Februar 2011 sein Debüt und gewann am 15. Mai 2011 die neu eingeführte IWGP Intercontinental Championship, als er Toru Yano im Finale eines Turniers besiegte. Den Titel verlor er am 10. Oktober 2011 an Masato Tanaka. Bei NJPW trat er bis Januar 2013 auf.

### Total Nonstop Action Wrestling (2014–2015)
Am 30. Januar 2014 kehrte Burke im Rahmen von Impact Wrestling nach fast 10 Jahren zu TNA zurück und wurde als neuer Investor des Unternehmens enthüllt.

### Rückkehr zur WWE (seit 2020)
Am 27. Januar 2020 kehrte Burke zum jährlich stattfindenden Royal Rumble zurück, um am gleichnamigen Match teilzunehmen. Danach machte Burke noch sporadische Auftritte bei RAW, kündigte allerdings an seine In-Ring Karriere zu beenden. Seither ist er Backstage als Producer und im Ring als Anführer des Stables The Hurt Business tätig. Die Mitglieder waren Bobby Lashley, Shelton Benjamin und Cedric Alexander. Am 29. März 2021 schmiss er Benjamin und Alexander aus der Gruppierung. Am 10. Januar 2022 wurde bekannt gegeben, dass sich das Stable komplett auflösen wird. Am 4. April 2022 trennte er sich von Lashley, nachdem er diesen zusammen mit Omos angriff, hierdurch verbündeten sich beide. Am 5. Juni 2022 bestritten sie zusammen bei Hell In A Cell (2022) ein 2-on-1-Handicap-Match gegen Bobby Lashley, das Match verloren sie.

### AEW (2024)
Am 25. September 2024 debütierte Burke unter seinem Ringnamen MVP bei AEW Dynamite: Grand Slam.

## Titel und Auszeichnungen
- All Pro Wrestling

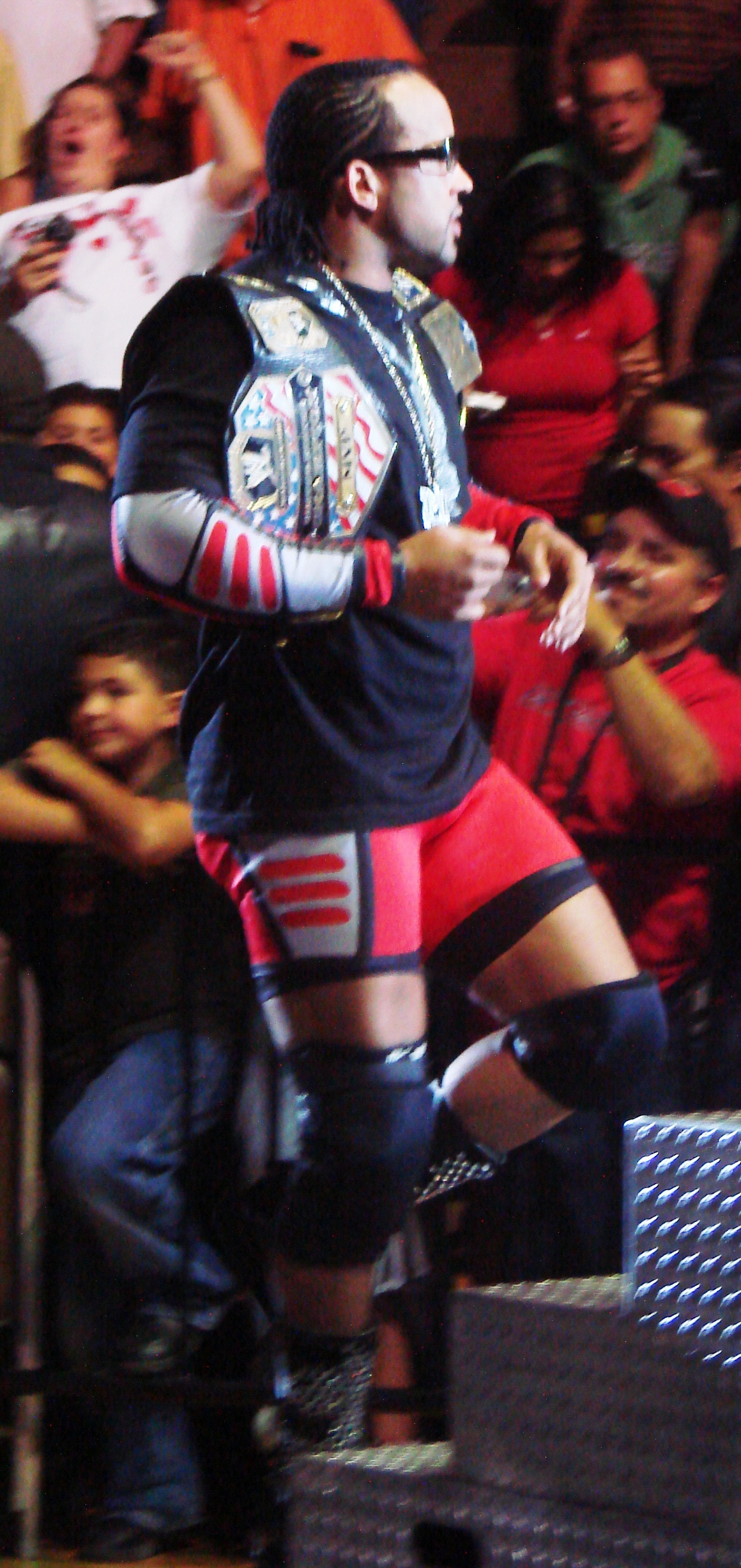
United States Champion und WWE Tag Team Champion Montel Vontavious Porter (2007)

  - APW Universal Heavyweight Championship (1×)

- Big League Wrestling
  - BLW World Heavyweight Championship (1×)

- Coastal Championship Wrestling
  - CCW Heavyweight Championship (1×)

- DDT Pro-Wrestling
  - Ironman Heavymetalweight Championship (1×)

- Future of Wrestling
  - FOW Tag Team Championship (1×) – mit Punisher

- Imperial Wrestling Revolution
  - IWR Heavyweight Championship (1×)
  - IWR Tag Team Championship (1×) – mit D Money, Marce Lewis, Montego Seeka und Nytronis A'Teo

- New Japan Pro-Wrestling
  - IWGP Intercontinental Championship (1×)

- Southern Championship Wrestling Florida
  - SCW Florida Heavyweight Championship (1×)

- World Class Revolution
  - WCR Heavyweight Championship (3×)

- World Wrestling Entertainment
  - WWE United States Championship (2×)
  - WWE Tag Team Championship (1×) – mit Matt Hardy

- Wrestling Observer Newsletter
  - Most Improved (2007)
  - Most Underrated (2008)